# Paullinia granatensis
Paullinia granatensis là một loài thực vật có hoa trong họ Bồ hòn. Loài này được (Planch. & Linden) Radlk. mô tả khoa học đầu tiên năm 1875.